# ویویان سانگ
ویویان سونگ یون هوا (Chinese ; متولد ۲۱ اکتبر ۱۹۹۲) یک هنرپیشه تایوانی است. او بیشتر برای فیلم کافه. در انتظار. عشق (۲۰۱۴) و زمان ما (۲۰۱۵) و همچنین مجموعه تلویزیونی عاشقانه از دست رفته (۲۰۲۰) شناخته شده‌است. او برای بازی در نقش لین ژن شین در فیلم «زمان ما» نامزد دریافت جایزه بهترین بازیگر زن در پنجاه و دومین جوایز اسب طلایی شد.

## فیلم‌شناسی

### فیلم
| سال  | عنوان                         | نقش                     | یادداشت |
| ---- | ----------------------------- | ----------------------- | ------- |
| ۲۰۱۳ | چشمان پر ستاره                |                         |         |
| ۲۰۱۴ | کافه. در انتظار. عشق          | لی سی یینگ              |         |
| ۲۰۱۵ | زمان ما                       | لین ژن شین              |         |
| ۲۰۱۵ | Les Aventures d'Anthony       | شیائوهی                 |         |
| ۲۰۱۷ | Mon Mon Monsters Mon Monsters | دانشجو                  | کامئو   |
| ۲۰۱۷ | مرا به ماه ببر                | لی ان پی                |         |
| ۲۰۱۸ | راه اشکال                     | جینگ شیانگ              |         |
| ۲۰۱۸ | سلام آقای میلیاردر            | شیا ژو                  |         |
| ۲۰۱۹ | نینا وو                       | کیکی                    |         |
| ۲۰۱۹ | عاشق راهی که هستید            | ژو لین لین              |         |
| ۲۰۲۰ | داستان خودکشی تایپه           |                         |         |
| ۲۰۲۱ | تادفعهٔ بعد                    | هونگ جینگ چینگ/شیائو می |         |

### سریال‌های تلویزیونی
| سال       | عنوان                    | نقش          | یادداشت  |
| --------- | ------------------------ | ------------ | -------- |
| ۲۰۱۵      | طعم عشق                  | یه شیائوه    | نقش اصلی |
| ۲۰۱۶–۲۰۱۷ | افتخار عشق               | شنشی         | نقش اصلی |
| ۲۰۱۹      | کسوف حافظه               | گوو وی نا    | نقش اصلی |
| ۲۰۱۹      | دختر تند من              | شیا رویو     | نقش اصلی |
| ۲۰۲۰      | دختر تک شاخ من           | مربی ما      | کامئو    |
| ۲۰۲۰      | عاشقانه از دست رفته      | ژنگ شیائو ان | نقش اصلی |
| ۲۰۲۳      | وای نه! اینجا می‌آید مشکل | چن چو یینگ   |          |

### موزیک ویدیو[۳][۴]
| سال  | هنرمند      | عنوان آهنگ                |
| ---- | ----------- | ------------------------- |
| ۲۰۱۱ | IGUband     | "پس من متوقف میشم"        |
| ۲۰۱۳ | میدی        | "سه احمق"                 |
| ۲۰۱۵ | کنی خو      | "یگانه و یگانه"           |
| ۲۰۱۵ | هو شیا      | "برای من از او مراقبت کن" |
| ۲۰۱۵ | پل‌های مینگ  | "ملودی زیبا"              |
| ۲۰۱۶ | میدی        | "سخت است"                 |
| ۲۰۲۰ | سایمون لیان | "برو دور"                 |

## جوایز و نامزدها
| سال  | جایزه                         | دسته‌بندی                 | کار نامزد شده | نتیجه    |
| ---- | ----------------------------- | ------------------------ | ------------- | -------- |
| ۲۰۱۵ | پنجاه و دومین جایزه اسب طلایی | بهترین بازیگر نقش اول زن | زمان ما       | نامزدشده |
| ۲۰۱۹ | جوایز بین‌المللی درام سئول     | جایزه ستاره آسیایی       |               | برنده    |
| ۲۰۲۱ | جوایز بین‌المللی درام سئول     | جایزه ستاره آسیایی       |               | برنده    |